# Günther XLI van Schwarzburg-Arnstadt
Günther XLI de Strijdbare (Sondershausen, 25 september 1529 – Antwerpen, 15 mei 1583) was van 1552 tot aan zijn dood graaf van Schwarzburg. Hij was de zwager van Willem van Oranje.

## Leven
Günther was de oudste zoon van graaf Günther XL van Schwarzburg (1490-1552) en Elisabeth van Isenburg (†1572). Uit dit huwelijk werden nog drie zonen en drie dochters geboren die de volwassen leeftijd bereikten. Günther XL slaagde erin om de Schwarzburgse bezittingen te verenigen, die in 1571 echter weer verdeeld werden tussen de vier zonen.
Günther XLI begon zijn militaire loopbaan in Wenen als vertegenwoordiger aan het hof van keizer Karel V. In 1553 trok hij samen met de keizer op naar de stad Metz om deze te veroveren; deze missie mislukte. Een jaar later kreeg hij de opdracht om Filips II van Spanje naar Londen te begeleiden, die op weg was naar zijn toekomstige vrouw Maria I van Engeland.
In 1555 ontving Günther uit handen van Karel V een schenking van 10.000 gulden, waarna hij terugkeerde naar zijn thuisland. In 1557 nam hij deel aan de strijd bij St. Quentin en tijdens de jaarwisseling 1559/1560 ondernam hij namens Willem van Oranje een politieke missie naar Dresden om de hand van Anna van Saksen te vragen. Aanvankelijk weigerde de keurvorst van Saksen zijn goedkeuring aan een huwelijk tussen zijn nicht en Willem van Oranje te geven, omdat hij op de hoogte was van de vervolgingen van protestanten in de Nederlanden. Mede dankzij Günther werd de keurvorstvorst alsnog overtuigd.

Kaart van Schwarzburg na de Verdeling van het Oberherrschaft in 1574.

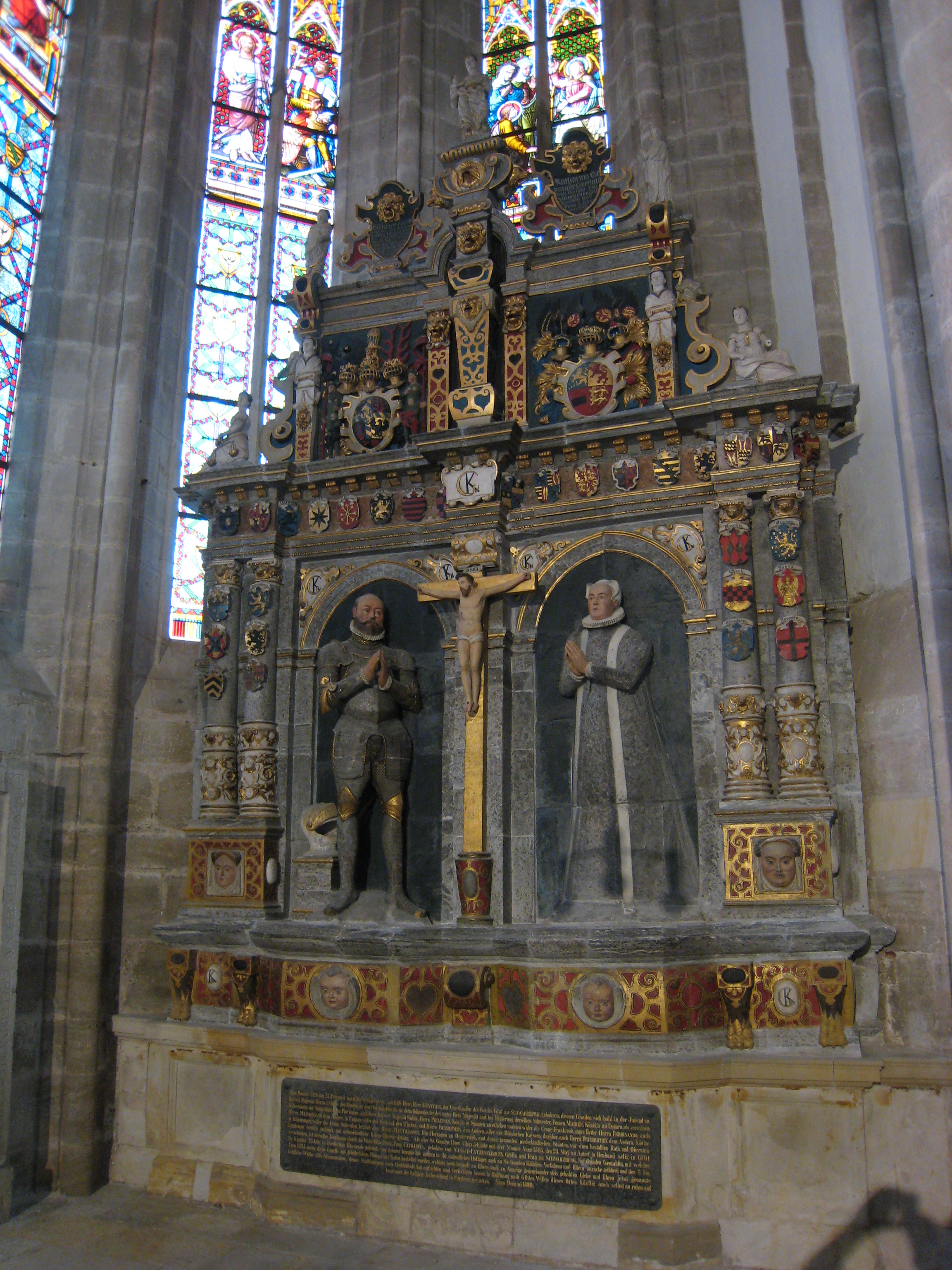
Graftombe van Günther XLI en zijn vrouw Catharina van Nassau.

Na zijn huwelijk met Catharina van Nassau-Dillenburg, een huwelijk op politieke gronden, leefde het stel enige tijd in Arnstadt, waar zij de 10.000 gulden aanwendden voor de bouw van het grafelijk slot Neideck. Tijdens de jaren 1563-1565 nam Günther samen met twee van zijn broers deel aan de Zevenjarige Oorlog, een oorlog die de Deense koning voerde tegen Zweden, waarmee hij de Unie van Kalmar nieuw leven in wilde blazen. De laatste 15 jaren vervulde Günther vooral diensten aan het hof van keizer Maximiliaan II. Zo vocht hij mee tegen de Turken in Hongarije en ondernam hij diverse diplomatieke reizen, waarbij hij onder ander de hertog van Alva voorzag van adviezen.
Op 23 mei 1583 overleed Günther in Antwerpen en werd hij begraven in Arnstadt. Daar hij kinderloos stierf werden zijn bezittingen verdeeld onder zijn broers.

## Huwelijk
Günther trouwde op 17 november 1560 met Catharina van Nassau-Dillenburg. Het huwelijk bleef kinderloos.